# Linha 7 do Tramway d'Île-de-France
A linha 7 do Tramway d'Île-de-France, chamada simplesmente T7, é uma linha operada pela Régie Autonome des Transports Parisiens (RATP), que foi colocado em serviço em 16 de novembro de 2013.
Ela liga a estação de metro Villejuif - Louis Aragon à cidade de Athis-Mons (estação Porte de l'Essonne), seguindo em grande parte o traçado da estrada nacional 7. Ela serve em passagem o Mercado de Rungis, bem como as áreas de frete e o Terminal Sul do Aeroporto de Orly. Ela será estendida de Athis-Mons a Juvisy-sur-Orge no horizonte de 2021.

## História

### Linha do tempo
- Novembro de 2000: o acordo prévio é organizado.
- 10 de outubro de 2002: o Sindicato de Transportes da Île-de-France (STIF) aprova o regime de princípio.
- De 29 de dezembro de 2003 a 7 de fevereiro de 2004: a consulta pública é organizada.
- 1 de fevereiro de 2005: o decreto de interesse público é publicado.
- 13 de dezembro de 2006: o Sindicato de Transportes da Île-de-France (STIF) aprova o acordo de financiamento.
- Início de 2009 a 2013: as obras de construção da linha ocorrem.

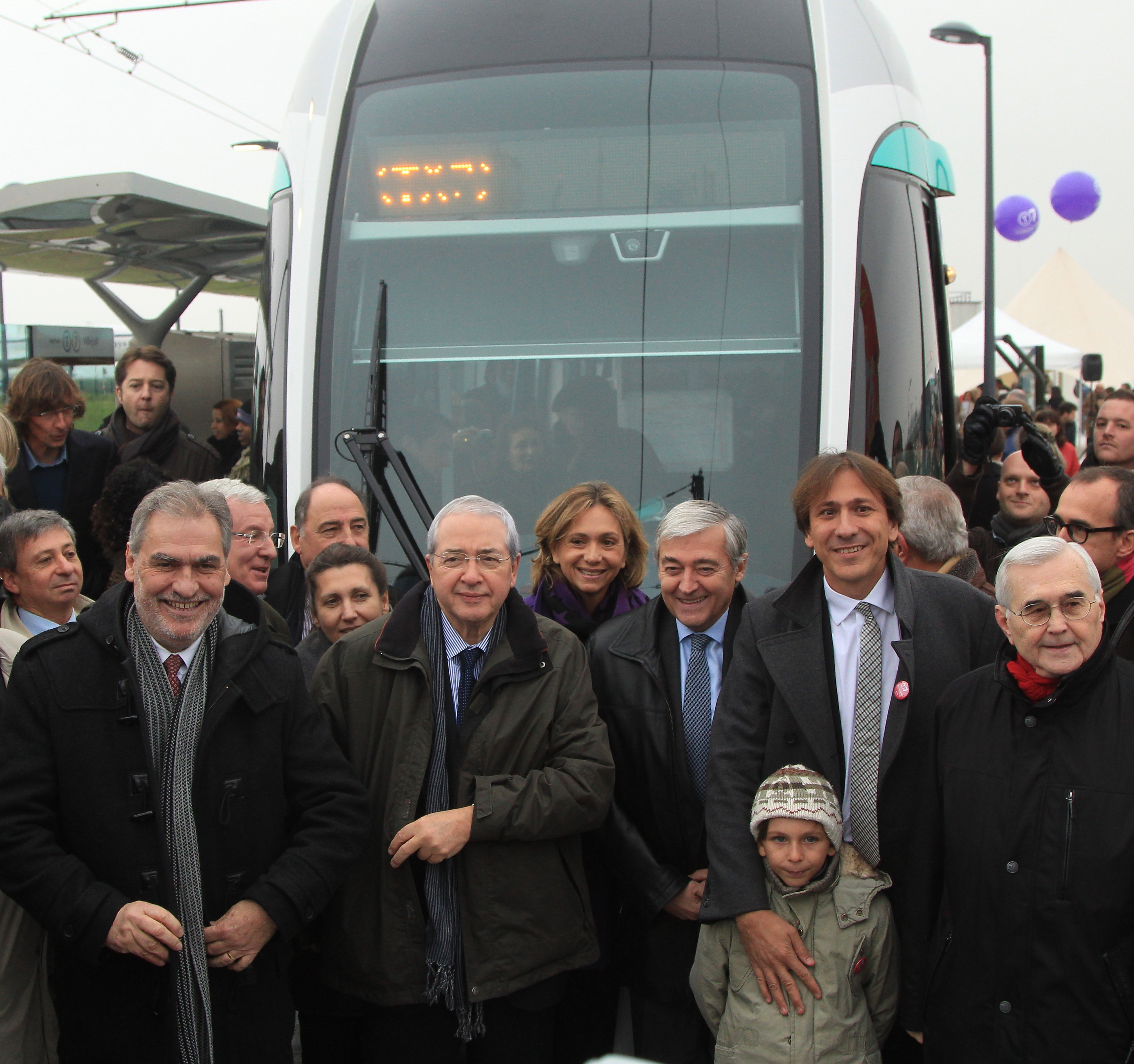
Os eleitos e o presidente da RATP posam na frente do trem que os levou para o terminal Porte de l'Essonne.

- 16 de novembro de 2013: a linha foi inaugurada entre Villejuif - Louis Aragon e Porte de l'Essonne[1][2].

### Tramway chamado T7
Em 11 de fevereiro de 2009, o Sindicato de Transportes da Île-de-France (STIF) decidiu atribuir o número "7" para esta linha.
No mesmo ano, as obras começaram sob a orientação do STIF, como autoridade organizadora dos transportes na Ilha de França. 
Em 29 de junho de 2011, a primeira solda de trilhos foi realizada.

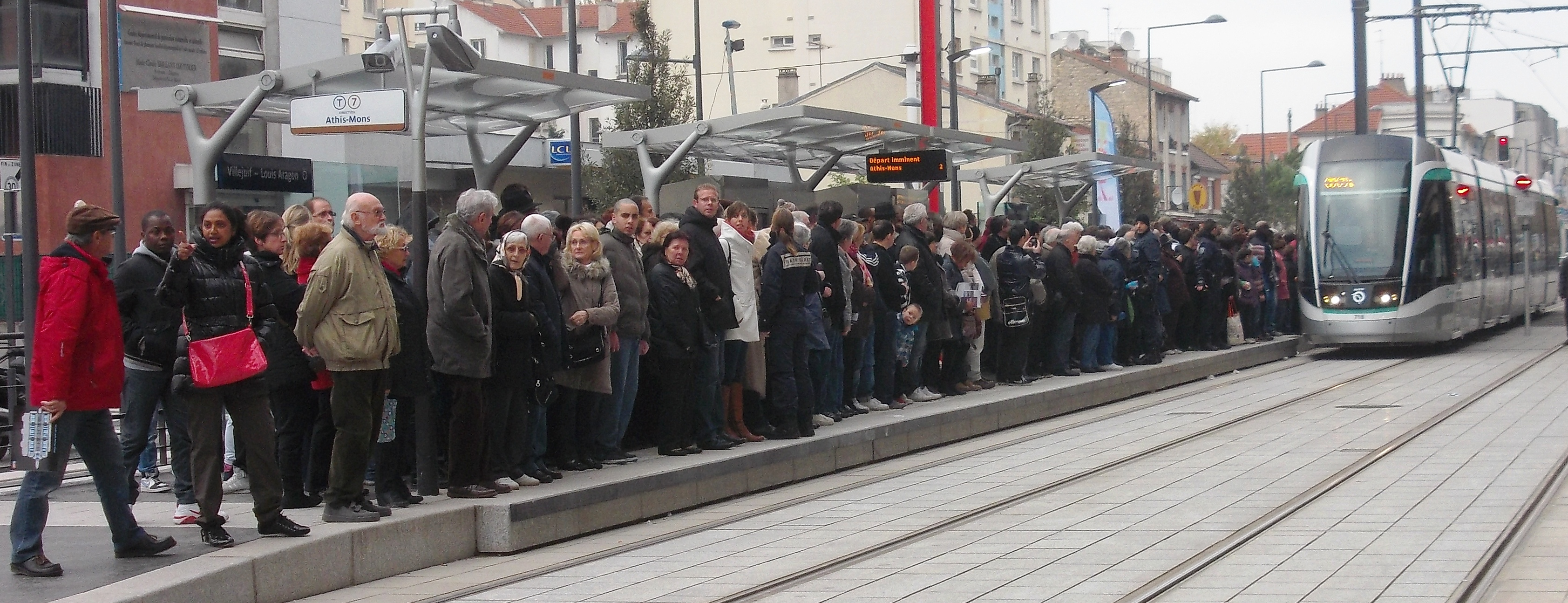
Afluência na estação Villejuif - Louis Aragon no dia da inauguração, em 16 de novembro de 2013.

A marcha branca foi executada de segunda-feira, 14 de outubro de 2013 a sexta-feira, 15 de novembro de 2013: a linha funcionava normalmente, no mesmo horário e na mesma frequência quando a linha foi inaugurada, mas sem passageiros a bordo. 
Em 16 de novembro de 2013, a linha foi inaugurada e colocada em serviço entre Villejuif - Louis Aragon e Porte de l'Essonne, data prevista depois de um mês, de acordo com o último calendário oficial.

## Estações

Plano da linha.

- Villejuif - Louis Aragon
- Lamartine
- Domaine Chérioux
- Moulin Vert
- Bretagne
- Auguste Perret
- Porte de Thiais
- La Belle Épine
- Place de la Logistique
- Porte de Rungis
- Saarinen
- Robert Schuman
- La Fraternelle
- Hélène Boucher
- Caroline Aigle
- Cœur d'Orly
- Aéroport d'Orly
- Porte de l'Essonne

## Projetos

### 2021: Extensão de Athis-Mons a Juvisy

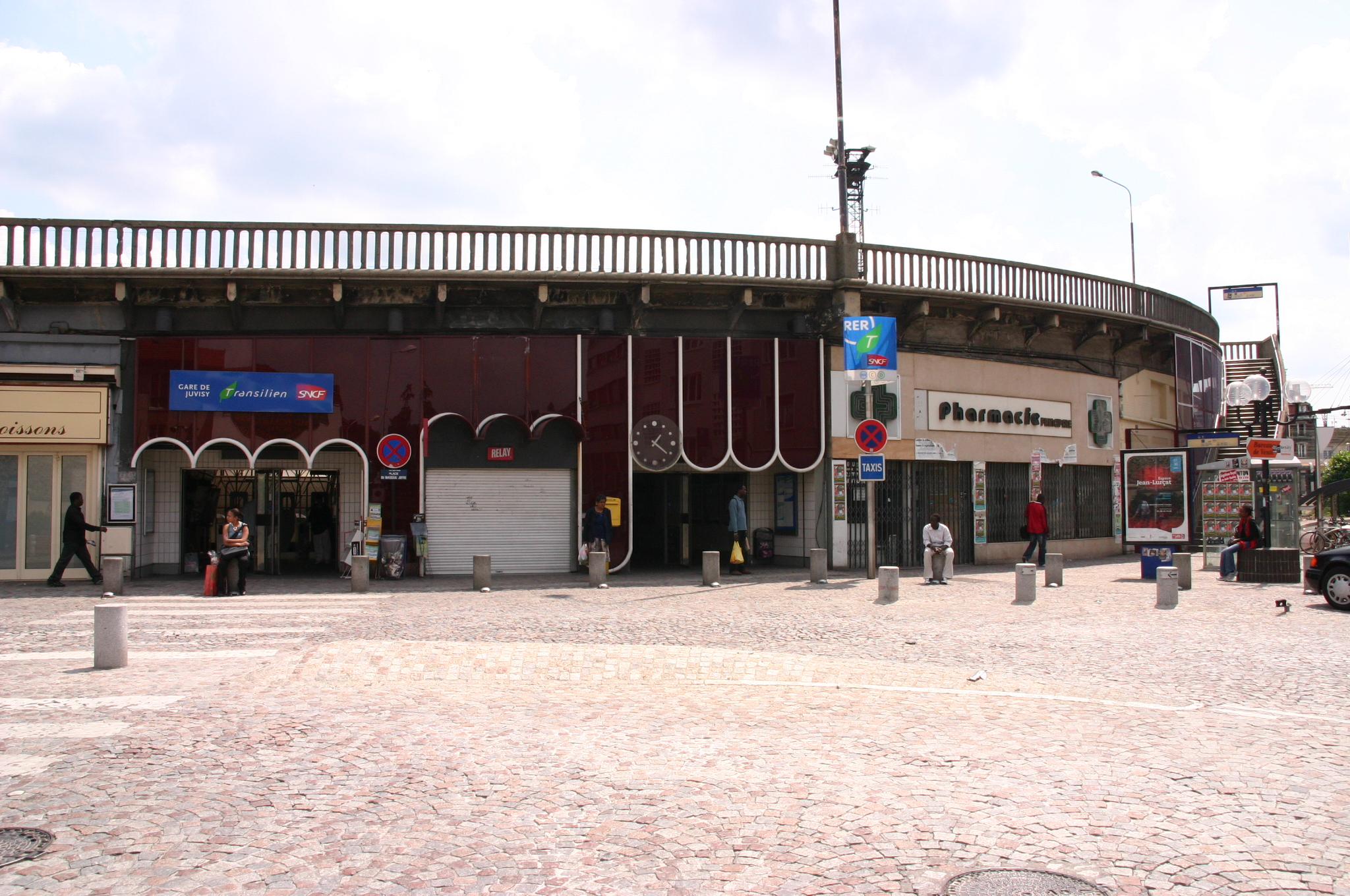
Estação de Juvisy (entrada oeste),
em junho de 2007, perto do qual deve ser estabelecido o terminal sul do T7.

No horizonte de 2021, a linha será ampliada em 3.7 km ( 900 metros em subterrâneo), que permitirá de ligar com a Estação de Juvisy am 13 minutos. O início das obras está previsto para o fim de 2016 para uma inauguração prevista em 2021
O Conselho de administração do STIF de 13 de dezembro de 2006 aprovado o projeto de objetivos e de características principais do trecho Athis-Mons – Juvisy-sur-Orge, com 3,8 km e comportando sete estações, que permitirá especialmente de assegurar a interligação com as linhas C et D da RER e eventualmente com os TGV da LGV Paris -  Orléans - Clermont-Ferrand - Lyon ou linha POCL.
A linha seguirá o eixo da RN 7, da qual as "duas vezes duas faixas" serão mantidas, do centro comercial Carrefour de Athis-Mons até o observatório de Juvisy, onde um estrutura subterrânea permitirá a linha de se juntar com a rue Alexandre-Piver, depois a allée Jean-Moulin e finalmente a avenue Honoré-d'Estienne-d'Orves para alcançar a estação de Juvisy, onde a localização da estação terminal, lado oeste da estação, será concebida durante a renovação do pólo.
Esta extensão irá servir seis novas estações (nomes das estações não definitivos) com um enterramento. A estação Observatoire será localizada no adro do Observatório de Juvisy-sur-Orge. Com uma profundidade de 17 metros, ela será construídas em dois níveis. 
- Le Contin
- Stade Delaune
- Pyramide
- Observatoire
- Maréchal Leclerc
- Juvisy-sur-Orge

### 2022: Correspondência com o Grand Paris Express
Em 2022, a linha T7 deverá estar em correspondência com a linha 15 na estação Villejuif - Louis Aragon. 
Depois de 2022, ela também deverá estar em correspondência com as linhas 14 e 18 do metrô, na estação Aéroport d'Orly e com a linha 14 na estação Porte de Thiais.